# Swaabsteinen
Swaabsteinen är en kulle i Antarktis. Den ligger i Östantarktis. Norge gör anspråk på området. Toppen på Swaabsteinen är 2 332 meter över havet.
Terrängen runt Swaabsteinen är huvudsakligen platt, men norrut är den kuperad. Trakten är obefolkad. Det finns inga samhällen i närheten.